# Ынтымак (Атырауская область)
Ынтыма́к (каз. Ынтымақ, до 2007 года — Гребенщико́во) — село в Индерском районе Атырауской области Казахстана. Входит в состав сельского округа Есбол. Находится на правом берегу реки Урал, на расстоянии примерно 9 км к западу-юго-западу (WSW) от посёлка Индерборский, административного центра района. Код КАТО — 234045200.

## Население
В 1999 году население села составляло 756 человек (403 мужчины и 353 женщины). По данным переписи 2009 года, в селе проживало 501 человек (265 мужчин и 236 женщин).

## История
Посёлок Гребенщиковский входил в 3-й Гурьевский военный отдел Уральского казачьего войска.